# Na srebrnym globie (film)
Na srebrnym globie – polski film fantastycznonaukowy kręcony w latach 1976–1977 przez Andrzeja Żuławskiego, na podstawie Trylogii księżycowej Jerzego Żuławskiego. Jego premiera odbyła się dopiero w 1988 roku.

## Fabuła
Mała grupka badaczy kosmosu opuszcza Ziemię w poszukiwaniu wolności i szczęścia. Lądują na nieznanej planecie i rozpoczynają budowę nowej cywilizacji. Badacze wkrótce umierają, a ich potomkowie powracają do prymitywnej kultury, wymyślają nowe mity i nowego Boga. Po latach na planecie pojawia się ekspedycja Marka. Potomkowie badaczy kosmosu upatrują w Marku zbawiciela, który wyzwoli ich spod jarzma skrzydlatych potworów Szernów.

## Obsada
W filmie wystąpili m.in. (role pierwszoplanowe pogrubione):

- Jerzy Trela – Jerzy
(dubbingowany przez Michała Bajora)
- Andrzej Seweryn – Marek
- Iwona Bielska – Marta
- Grażyna Dyląg – Ihezal
(dubbingowana przez Marię Pakulnis)
- Waldemar Kownacki – Jacek
- Jerzy Grałek – Piotr
- Krystyna Janda – Aza
- Elżbieta Karkoszka – Ada
- Maciej Góraj – Jeret
- Henryk Talar – przewodnik Marka
- Leszek Długosz – Tomasz
- Jan Frycz – Tomasz II
- Henryk Bista – Malahuda
- Wiesław Komasa – Aktor
- Erwin Nowiaszek – Aktor II

## Produkcja

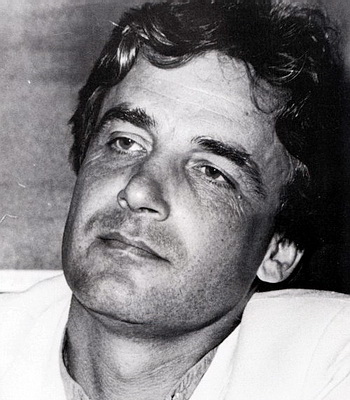
Andrzej Żuławski, reżyser filmu

Po sukcesie Najważniejsze to kochać Żuławski powrócił z Francji do Polski i uzyskał warunkową zgodę na realizację filmu fantastycznego na podstawie trylogii księżycowej stryjecznego dziadka, Jerzego Żuławskiego. Żuławski założył, że koszt stworzenia filmu będzie stosunkowo niski. Dekoracje miały być minimalne, a jako plenery wykorzystano m.in. Kraków, kopalnię soli w Wieliczce, opuszczoną fabrykę sztucznej benzyny w Policach obok Szczecina oraz plażę w Jastrzębiej Górze. Ogromna część filmu była kręcona na pustyni Gobi w Mongolii, ponieważ ów kraj miał dług za import filmów z Polski. Ekipa filmowa nieustannie zmagała się z brakami logistycznymi – brakowało kostiumów i materiałów do dekoracji. Przy kręceniu zdjęć w Wieliczce ekipa filmowa mierzyła się też z nieustanną groźbą wybuchu metanu.
Zdjęcia do filmu nakręcił Andrzej J. Jaroszewicz. Do tworzenia filmu użyto dwóch obiektywów: 48-milimetrowego oraz szerokokątnego 9,8 mm. Dopiero trzecia część filmu wykorzystywała szerokie spektrum środków technicznych, takie jak ujęcia z kranów kamerowych, jazdy i transfokatory. Budżet produkcyjny filmu wynosił 57,4 miliona ówczesnych (1976) złotych , co jednak na tle ówczesnych superprodukcji pokroju Potopu było sumą niewygórowaną.
Zdjęcia zostały przerwane w 1977 roku decyzją wiceministra kultury i sztuki Janusza Wilhelmiego, który nawet nie poinformował o tym osobiście Żuławskiego. Dekoracje i kostiumy polecono spalić, co w praktyce zniweczyło dalsze prace nad filmem. Na srebrnym globie miał premierę dopiero w 1988 roku i to tylko dlatego, że udało się zrekonstruować zachowany negatyw. Żuławski dokręcił zdjęcia w Warszawie i Krakowie, dodając z offu swój głos wyjaśniający, czego dotyczą brakujące fragmenty. Na srebrnym globie został pokazany w okaleczonej formie w 1988 roku na Festiwalu Filmowym w Cannes, stopniowo zdobywając status dzieła kultowego.

## Odbiór
Piotr Kletowski z entuzjazmem pisał o filmie Żuławskiego jako „filmie-legendzie” i „jedynym epickim filmie fantastycznonaukowym w całej historii polskiej kinematografii”. Zdaniem Kletowskiego Na srebrnym globie to rodzaj „Nowej Biblii, ale Biblii pozbawionej pierwiastka transcendencji”. Łukasz Pisarzewski uznał Na srebrnym globie za „opus magnum Żuławskiego” o śmiałości wizji porównywalnej w polskiej kinematografii okresu Polskiej Rzeczypospolitej Ludowej wyłącznie z dziełami Andrzeja Wajdy. Richard Brody z „The New Yorkera” ocenił film Żuławskiego jako „jeden z najbardziej ekstrawaganckich wizualnie filmów, jakie kiedykolwiek powstały […] z dziko wirującą kamerą, która przemierza pola, wznosi się nad szczytami wzgórz, przedziera się przez falangi wojowników i obraca się, by ukazać żołnierzy tańczących na plaży przed pomarańczowymi płomieniami” . Robert Birkholc zastrzegał wprawdzie, że dzieło może być hermetyczne w odbiorze, „zachwyca jednak stroną wizualną – brutalne i pełne fantazji obrazy, np. w scenie ukrzyżowania, zapadają głęboko w pamięć”.
W 2024 roku Na srebrnym globie znalazło się na 7. miejscu w zestawieniu najlepszych polskich filmów w historii według portalu Pełna Sala. Julia Palmowska pisała w uzasadnieniu, że film „wprowadza widza w trzygodzinny seans hipnotyczny. Zachwyca estetyczną – barokową wręcz – śmiałością, gnębi mrokiem i szepcze słówka o niezrealizowanych planach. Wprowadza w trans, w którym myśli pędzą pomiędzy humanistycznymi rozważaniami, religijną wątpliwością a zaintrygowaniem tym, czego nie ma i nie będzie”.